# Selwyn Seyfu Hinds
Pour les articles homonymes, voir Hinds.
Selwyn Seyfu Hinds est un scénariste américain pour la télévision, le cinéma et la bande dessinée, ainsi que producteur de films. Il a aussi été éditeur et journaliste, et notamment rédacteur en chef du célèbre magazine de hip-hop américain The Source. 
En tant que scénariste, il a été remarqué pour l'épisode qu'il a écrit pour le reboot de The Twilight Zone. Il a par ailleurs été sélectionné par HBO pour écrire et coproduire l'adaptation en série du roman primé de Nnedi Okorafor Qui a peur de la mort ?, avec George R. R. Martin comme producteur exécutif. 

## Biographie
Hinds est né et a grandi à Georgetown, en Guyana, dans les années 1970, jusqu'à ce que sa famille déménage à Brooklyn, New York aux États-Unis, alors qu'il avait 14 ans, dans les années 1980,. 
Diplômé de l'Université de Princeton, Hinds commence à travailler comme journaliste au journal The Village Voice. À la fin des années 1990, il devient critique de hip-hop puis rédacteur en chef au magazine The Source. Dans ce cadre, il a joué un rôle important pour la scène hip-hop, contribuant à propulser la carrière d'artistes tels que Jay-Z ou Lauryn Hill et créant un espace pour la culture hip-hop sur Internet,. 
En 2012, Hinds écrit un comic book de fantasy, Dominique Laveau: Voodoo Child, dessiné par l'artiste afro-américain Denys Cowan et publié chez Vertigo Comics. 
En 2017, il est annoncé que Hinds sera scénariste et coproducteur exécutif pour l'adaptation en série télévisée chez HBO du roman de science-fiction primé  Qui a peur de la mort ?, de l'autrice Nnedi Okorafor, avec George R. R. Martin en tant que producteur exécutif vedette,,,. 
En 2019, Hinds est remarqué pour son scénario d'un épisode de la série télévisée The Twlight Zone produite par Jordan Peele. L'épisode, intitulé "Replay", a été qualifié d'"épisode de qualité supérieure" par The Atlantic, qui regrette que le reste de la série n'atteigne pas ce niveau. Le site américain CNET a également consacré un article entier à cet épisode, louant la qualité de son traitement des enjeux liés au racisme, en particulier les violences policières. Hinds a réagi en déclarant qu'il était en train d'y avoir un « moment à Hollywood où notre voix [celle des personnes de couleur] prend de l'importance », permettant d'aborder ces thématiques.
En 2021,il adapte le roman d'Esi Edugyan Washington Black sur la plateforme Hulu.